# Bleekloog

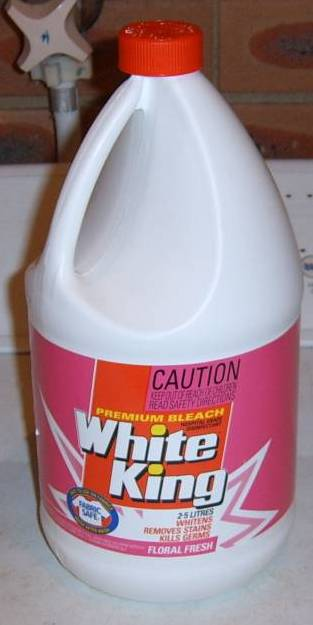
Een fles bleekloog

Bleekloog, chloorbleekloog of bleekwater (in Vlaanderen ook javel van het Franse eau de javel) is een huishoudmiddel. Het is een verdunde oplossing van natriumhypochloriet (NaClO), de actieve stof.
Natriumhypochloriet is een product van de zoutindustrie. Wanneer een waterige oplossing van keukenzout NaCl aan elektrolyse wordt onderworpen, ontstaat aan de twee elektroden respectievelijk natronloog NaOH en dichloor Cl2. Wanneer deze twee producten samengevoegd worden, ontstaat, althans bij lagere temperaturen, naast NaCl ook NaClO.
In het laatste zout heeft chloor het oxidatiegetal +1, in keukenzout juist −1. Deze reactie van dichloor met loog is dan ook een voorbeeld van een autoredoxreactie, waarbij het ene chlooratoom het andere van een elektron berooft:
{\displaystyle {\ce {2 OH- + Cl2 -> 2 OH- + Cl+ + Cl- -> H2O + ClO- + Cl-}}}
Een andere manier om naar deze reactie te kijken, is deze te beschouwen als een substitutie door OH− aan Cl-Cl, waarbij een Cl− uitgestoten wordt. Dat in het basische milieu vervolgens het gevormde HClO zijn zure proton verliest, is in de vormingsreactie niet echt belangrijk. Wel geldt dat beide reacties evenwichtsreacties zijn, waarbij door het wegreageren van HClO in voldoende basisch milieu - waardoor de tweede reactie aflopend wordt - ook de eerste reactie afloopt.
{\displaystyle {\ce {OH- + Cl2 -> HClO + Cl-}}}
Gevolgd door
{\displaystyle {\ce {OH- + HClO -> H2O + ClO-}}}

## Concentratie
In de praktijk wordt in België de concentratie uitgedrukt in chlorometrische graad (°chl): een chlorometrische graad is de hypochlorietconcentratie die, bij sterk zuur maken van 1 liter bleekwater, één liter dichloor vrijmaakt (onder normomstandigheden).
In Nederland wordt voor huishoudelijk gebruik de concentratie meestal aangegeven in het aantal grammen actief chloor per 100 ml. De conversiefactor is 3,16. Een oplossing van 4 g/100 ml komt zo overeen met 4 × 3,16 = 12,64 °chl.

### Titratie
Om de (massa)concentratie van NaClO in een bleekloog-oplossing te kennen, kan een titratie worden uitgevoerd. De meest geschikte manier is via jodometrie, waarbij een ionair jodide-zout (veelal kaliumjodide) reageert met een bepaalde NaClO-oplossing in zuur milieu. Hierbij ontstaat volgens de volgende reactie di-jood:
{\displaystyle {\ce {NaClO + 2 KI + 2 HCl -> I2 + 2 KCl + NaCl + H2O}}}
De hoeveelheid di-jood kan worden bepaald aan de hand van een redoxtitratie met natriumthiosulfaat:
{\displaystyle {\ce {I2 + 2 Na2S2O3 -> 2 NaI + Na2S4O6}}}
Aan het di-jood wordt vlak voor het bereiken van het stoichiometrisch punt zetmeel als indicator toegevoegd. Zetmeel vormt met het roodbruine di-jood namelijk een diepblauw complex. Uiteindelijk wordt het stoichiometrisch punt bereikt wanneer de blauwe kleur uit de oplossing verdwijnt, wat wijst op een volledige omzetting naar natriumjodide en het kleurloze natriumtetrathionaat.

## Productie
Natriumhypochloriet kan als waterige oplossing worden voorbereid door chloorgas te absorberen in koude natriumhydroxideoplossing:
{\displaystyle {\ce {2 NaOH + Cl2 -> NaCl + NaOCl + H2O}}}
Het hydroxide en de chloor van het natrium zijn commercieel geproduceerd door chloralkaliproces, en er is geen behoefte om hen te isoleren om natriumhypochloriet voor te bereiden. Vandaar wordt NaOCl voorbereid industrieel door elektrolyse van natriumchlorideoplossing met minimale scheiding tussen anode en kathode. De oplossing moet onder 40 °C (door koelrollen) worden gehouden om de vorming van natriumchloraat te verhinderen.
De commerciële oplossingen bevatten altijd significante hoeveelheden natriumchloride (keukenzout) als belangrijkste bijproduct, zoals in de vergelijking hierboven wordt gezien.

## Toepassingen
Natriumhypochloriet is een goed oplosbaar zout en het is een vrij sterk oxidant. Het wordt daarom gebruikt als desinfecterend schoonmaakmiddel. Het is ook in staat om veel kleurstoffen te oxideren, waardoor het een blekende werking heeft. De producten van reacties zijn meestal ook niet gekleurd.
Labarraquewater, met een concentratie van minder dan drie graden, wordt gebruikt om algengroei en wierenvorming tegen te gaan in zeewater of (brak) oppervlaktewater dat over lange afstanden in pijpleidingen getransporteerd dient te worden. Uitgevonden door Antoine Labarraque.
Javelwater, tussen de 8 en 35 graden, wordt als desinfecterend middel gebruikt. Formeel met kalium in plaats van natrium, uitgevonden door Claude Louis Berthollet in Javel, een wijk van Parijs.
Javelextract, tussen de 35 en 47 graden, wordt voor scheikundige doeleinden gebruikt. Idem met kalium vervaardigd.
Onderzoekers van de Northwestern University Feinberg School of Medicine zijn door een onderzoek erachter gekomen dat een bad in sterk verdund bleekwater (± 100 ml per 250-300 liter, dat is een half kopje per bad) meerdere vormen van eczeem kan tegengaan. Hierbij doodt het bleekwater de bacteriën en schimmels die de eczeem veroorzaken. Wanneer men dit dagelijks 10 minuten doet en enkele weken tot maanden volhoudt, vermindert de hoeveelheid huiduitslag drastisch.

### Sterk afgeraden voor buitengebruik
Het werd traditioneel ook vaak gebruikt als schoonmaakproduct voor buiten, maar dat is nu sterk afgeraden wegens de schadelijkheid voor mens en dier. Het is echter niet verboden.

## Veiligheid
De bovenstaande reactie gebeurt in sterk basisch milieu, bij toevoeging van een zuur (bijvoorbeeld zoutzuur) keert de reactie om en ontstaat er weer chloorgas. Daarom mogen twee wc-reinigers niet samen worden gebruikt, als de ene een sterk zuur is en de andere bleekloog bevat. Ook urine reageert met bleekwater onder uitstoot van chloorgas. Het mengen van bleekwater en ammoniak produceert chloorgas terwijl het mengen van bleekwater met waterstofperoxide resulteert in een exotherme chemische reactie waarbij zuurstof vrijkomt en waarbij de inhoud uit elkaar kan spatten.
Door verhitting van bleekwater kunnen chloraten ontstaan, sterke oxidanten die tot brand of een explosie kunnen leiden.